# جائزة قطر الكبرى للدراجات النارية 2010
جائزة قطر الكبرى للدراجات النارية 2010 هو سباق دراجات نارية أقيم بتاريخ 11 أبريل 2010 في حلبة لوسيل الدولية. كان الجولة الأولى من أصل 18 في سباق الجائزة الكبرى للدراجات النارية موسم 2010. فاز الإيطالي فالنتينو روسي بفئة الموتو جي بي بينما جاء الإسباني خورخي لورنزو في المركز الثاني.

## وصلات خارجية
- الموقع الرسمي